# Det var en torsdag aften
Det var en torsdag aften är ett livealbum med dvd utgivet av Kim Larsen & Kjukken den 18 november 2002.

## Låtlista
1. Langebro
2. Jyllingevej
3. Dengang jeg var lille
4. Om 100 år
5. Sølvtænk
6. Tik tik
7. Pianomand
8. Flyvere i natten
9. Kirsten og vejen fra gurre
10. Lille Henry
11. Som et strejf af en dråbe
12. Joanna
13. Sammen hver for sig
14. Fru Sauterne
15. Den allersidste dans